# باري ليفينسون
باري ليفينسون (بالإنجليزية: Barry Levinson)‏ هو منتج أفلام أمريكي، ولد في 1932 في نيويورك في الولايات المتحدة، وتوفي في 23 أكتوبر 1987 في لندن الكبرى في المملكة المتحدة.

## وصلات خارجية
- باري ليفينسون على موقع IMDb (الإنجليزية)
- باري ليفينسون على موقع قاعدة بيانات الفيلم (الإنجليزية)